# Jarron Collins
Jarron Thomas Collins (* 2. Dezember 1978 in Northridge, Kalifornien) ist ein US-amerikanischer Basketballtrainer und ehemaliger Spieler, der zehn Jahre in der NBA auf der Position des Centers spielte. 

## Leben
Collins wurde beim NBA-Draft 2001 von den Utah Jazz an 52. Stelle ausgewählt und verbrachte die ersten acht Profijahre bei den Utah Jazz. Zu Beginn seiner Karriere sah Collins dabei noch mit 20 Minuten pro Spiel recht viel Spielzeit bei den Jazz, jedoch wurde seine Spielzeit ab seinem sechsten Profijahr kontinuierlich weniger. 2009 wechselte Collins als vertragsloser Spieler zu den Phoenix Suns. Für die Saison 2010/11 spielte er bei den Los Angeles Clippers und Portland Trail Blazers, bei denen er nur sporadisch zum Einsatz kam. Danach beendete er seine Karriere.
Collins arbeitete ab 2013 zunächst als Scout für die Los Angeles Clippers. 2014 wurde er von Steve Kerr in den Trainerstab als Assistenztrainer für Spielerentwicklung der Golden State Warriors berufen. Mit diesen gewann er 2015 auch die NBA-Meisterschaft.
Jarron Collins ist der Zwillingsbruder von Jason Collins. Jason war ebenfalls viele Jahre NBA-Profispieler und wurde 2013 durch sein Coming-out als erster aktiver Profisportler der großen vier US-Sportligen jenseits des Sports bekannt.